# Steert (Windmühle)

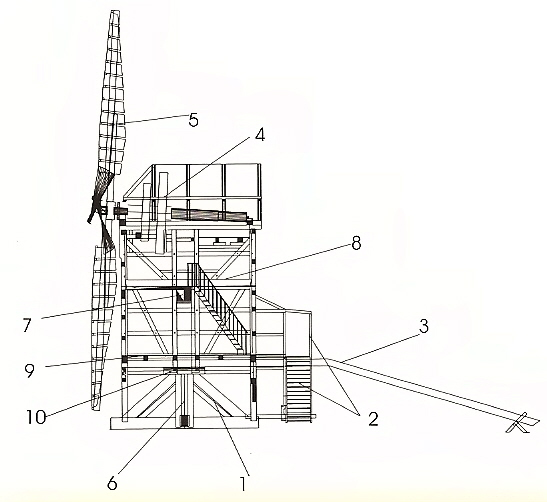
Aufbau einer Bockwindmühle:
1 Bockgerüst, 2 Treppe und Feise, 3 Steert/Sterz, 4 Kammrad,
5 Flügelkreuz, 6 Hausbaum, 7 Mehlbalken, 8 Steinboden,
9 Mehlboden, 10 Sattel

Der Steert (niederdeutsch für Schweif oder Schwanz), auch Stert, Sterz oder Vordrehbaum genannt, ist ein langer Balken zum Ausrichten der Flügel von Windmühlen gegen den Wind („Krühen“). Er war bis zur Erfindung und Einführung der Windrose das vorherrschende System der Windrichtungsnachführung.
Da die Flügel einer Windmühle zum effizienten Betrieb im rechten Winkel zur jeweils vorherrschenden Windrichtung stehen sollen, sind bei Holländerwindmühlen die Kappe (an der das Flügelkreuz befestigt ist) und bei Bockwindmühlen sogar der gesamte Mühlenkasten drehbar gelagert. Um diese dann in die gewünschte Stellung zu drehen, benutzt man den auf der Rückseite der Kappe bzw. des Mühlenkastens angebrachten Steert. Dabei handelt es sich um einen langen Auslegerbalken, der bis zum Erdboden oder bei Galeriewindmühlen bis zur Galerie hinabreicht. Dieser Balken ist häufig zentrales Teil einer Balkenkonstruktion, bei der vier (manchmal auch nur zwei) weitere Balken, „Schwerter“ oder „Schoren“ genannt, ihn V-förmig von beiden Seiten stabilisieren; die Schwerter sind oben an zwei (bzw. einem) an der Kappe angeschlagenen Querhölzern, den „Spreetbalken“, angesetzt.
Der Steert kann entweder ohne besondere Hilfsmittel per Muskelkraft gedreht werden – oder er ist an seinem unteren Ende mit einer Drehwinde bzw. einem Stellrad, der sogenannten Krühhaspel, versehen, über die ein oder zwei Ketten aufgedreht werden, deren lose Enden an der Galerie bzw. an den Krühpfählen auf dem Boden um die Mühle befestigt sind, und mit dieser werden die Flügel in den Wind gedreht (gekrüht, gekröjt, ndl. gekruit).

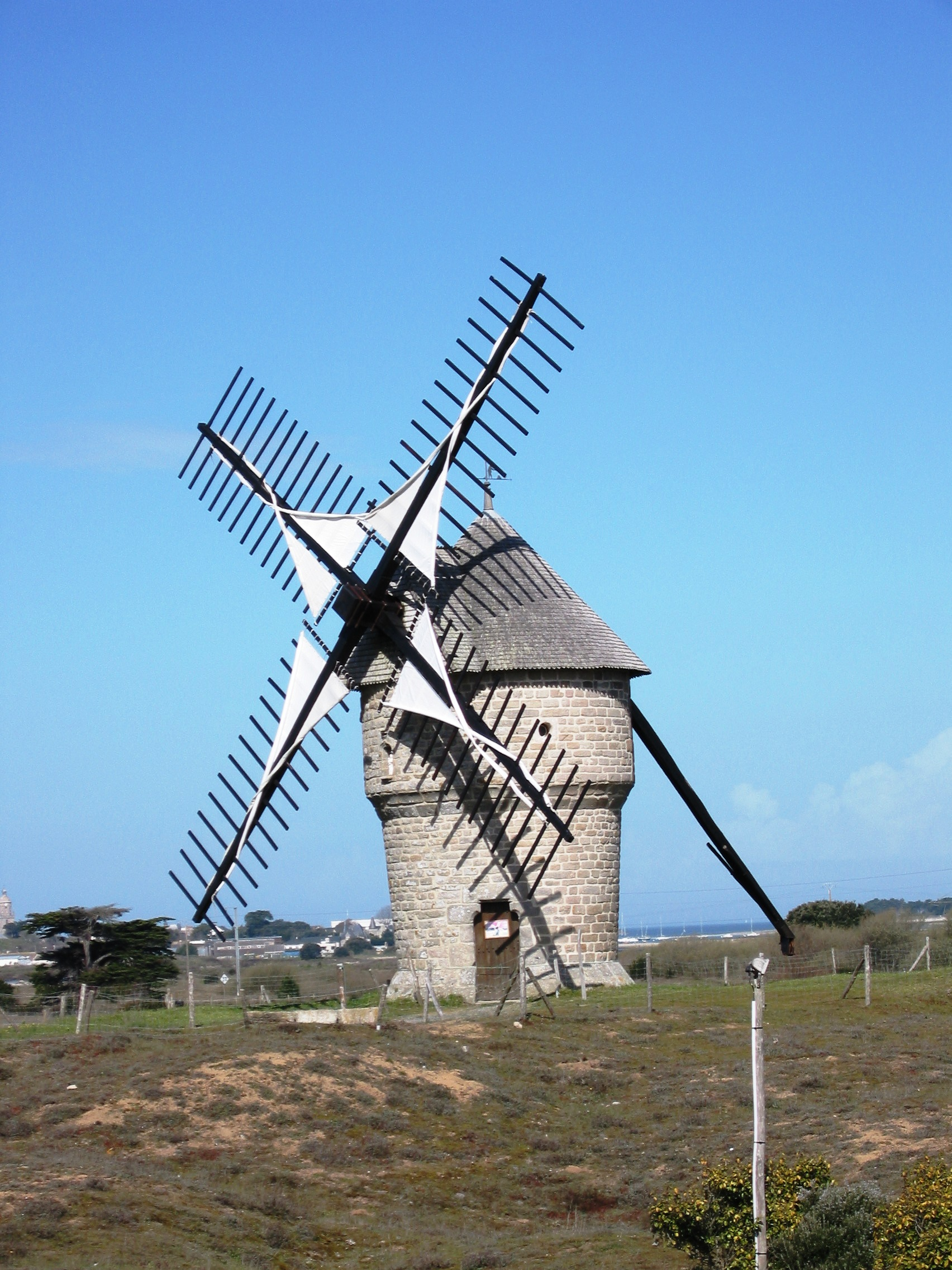
Turmwindmühle „de la Falaise“, Batz-sur-Mer, Bretagne, mit deutlich sichtbarem Steert
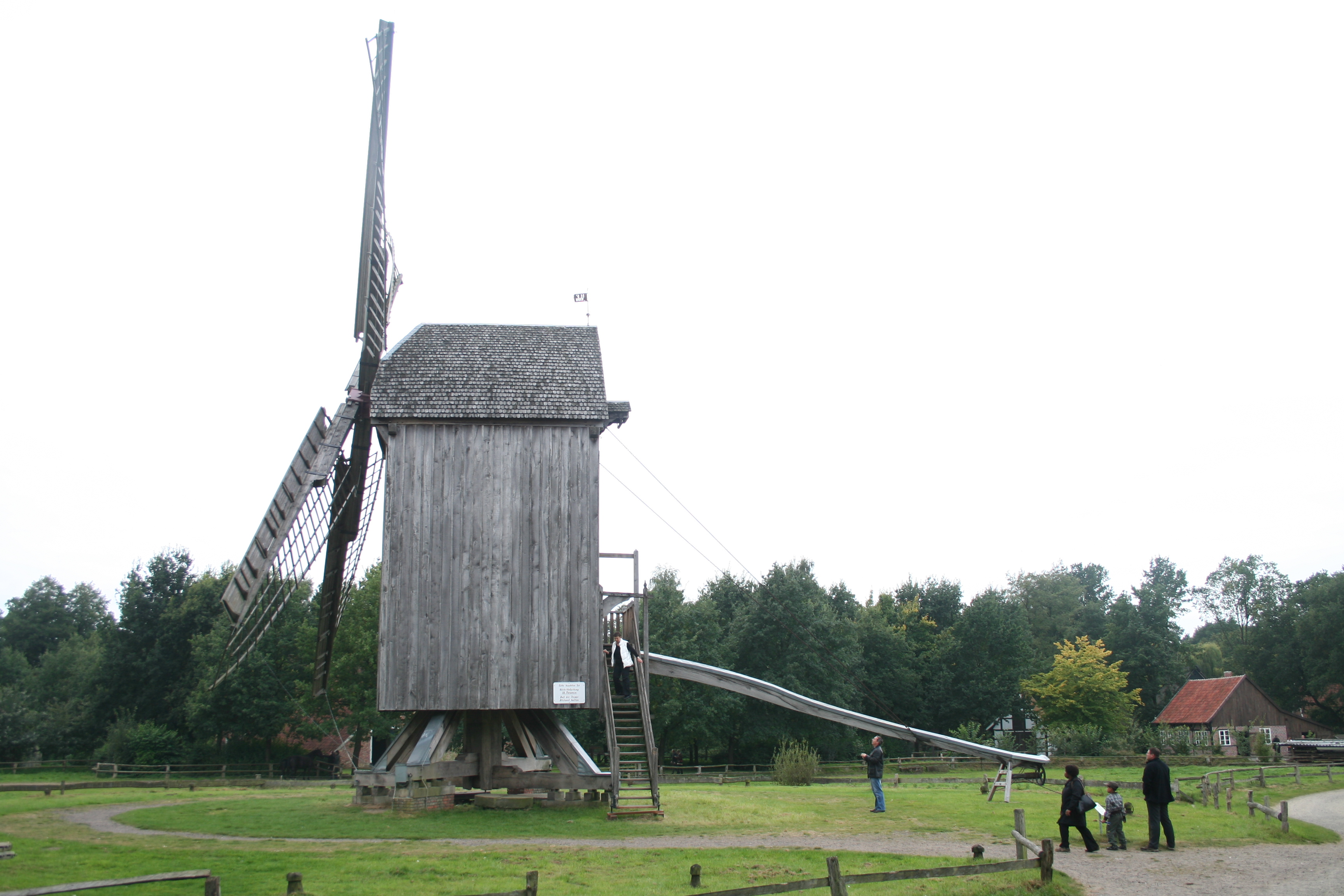
Bockwindmühle aus Essern im Museumsdorf Cloppenburg mit deutlich sichtbarem Steert
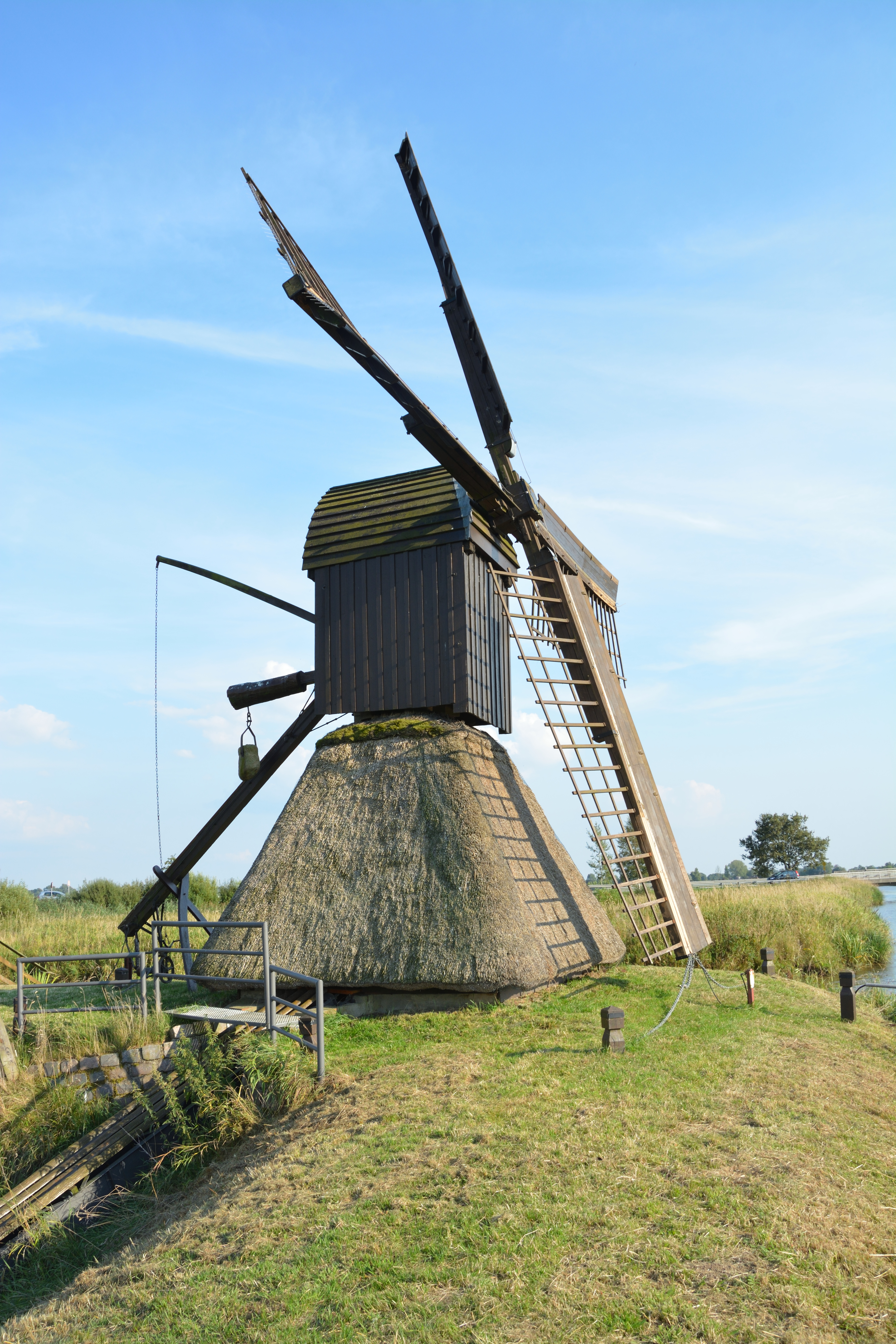
Die Schöpfmühle Honigfleth, mit ihrem Steert
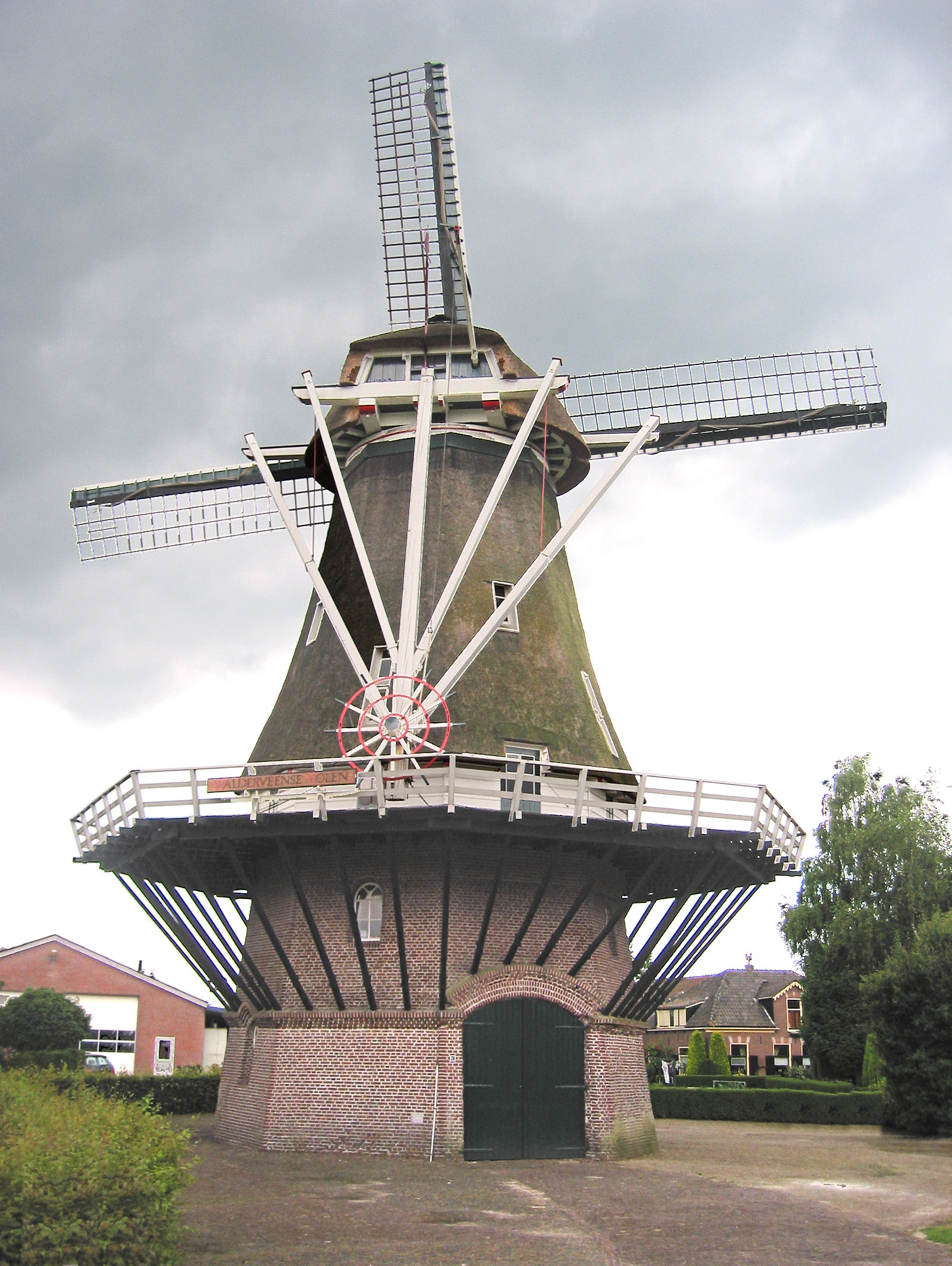
Rückseite der Walderveensemolen in Walderveen, Gelderland, Niederlande, mit Steert und Haspel
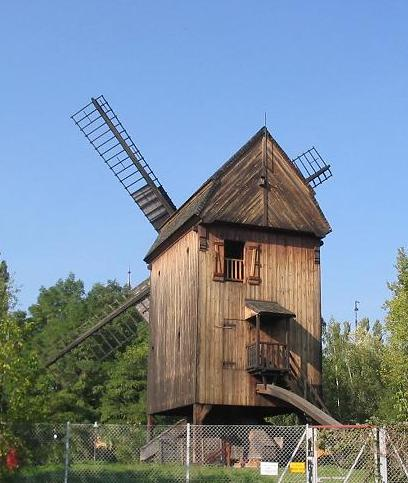
Die Bohnsdorfer Bockwindmühle mit ihrem langen Steert (vorn rechts) im Deutschen Technikmuseum in Berlin-Kreuzberg
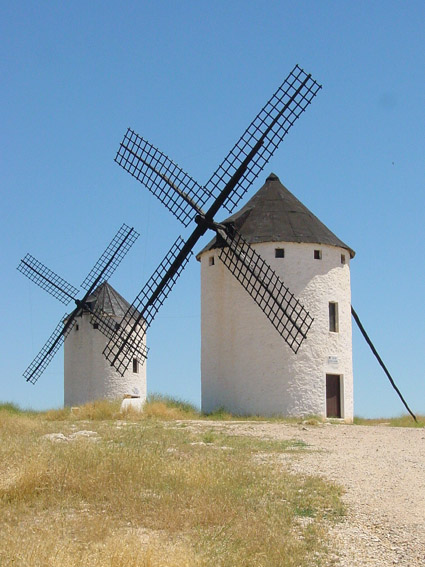
Turmwindmühlen mit drehbarer Kappe und Steert, La Mancha, Spanien
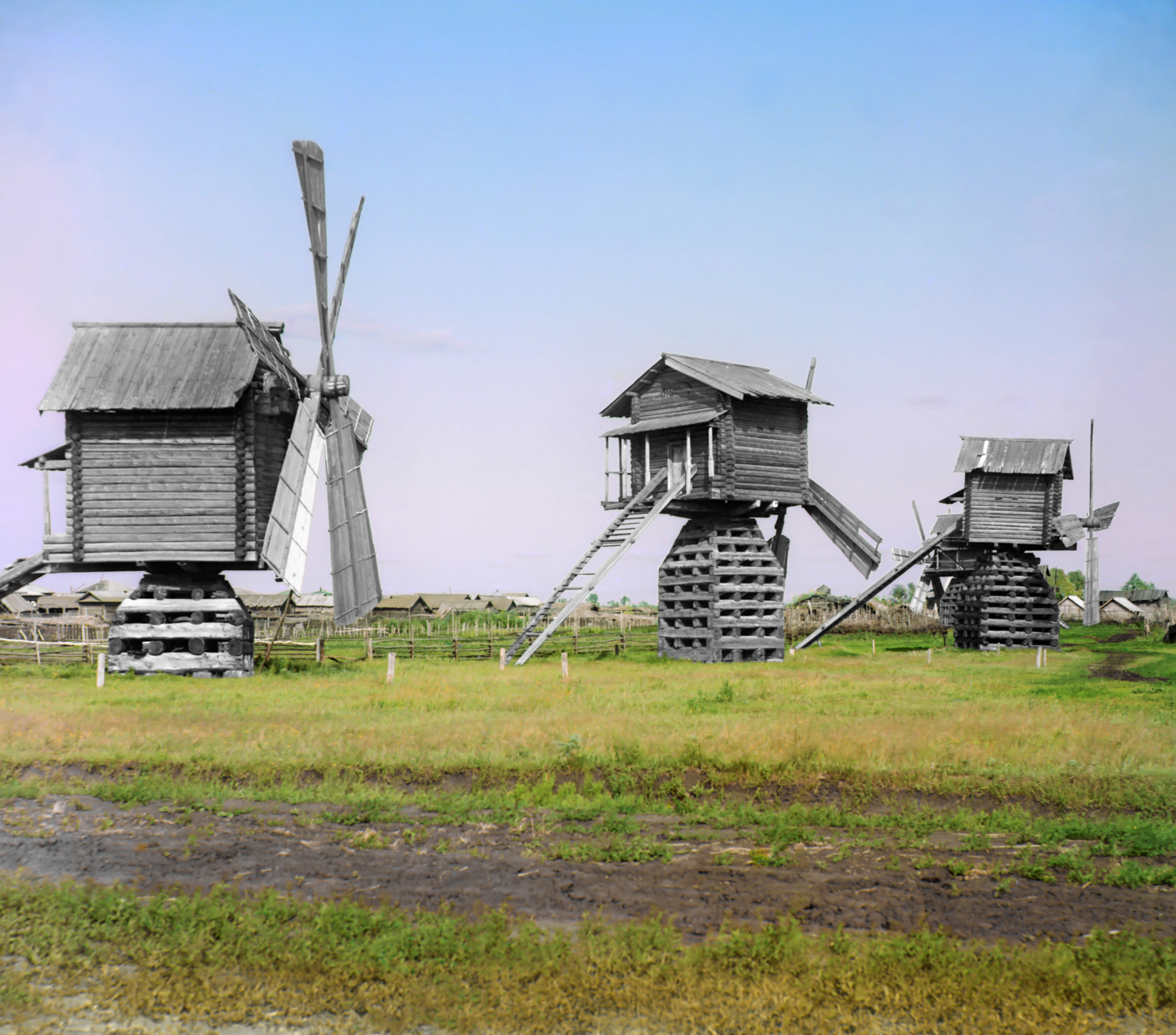
Windmühlen in Sibirien um 1910
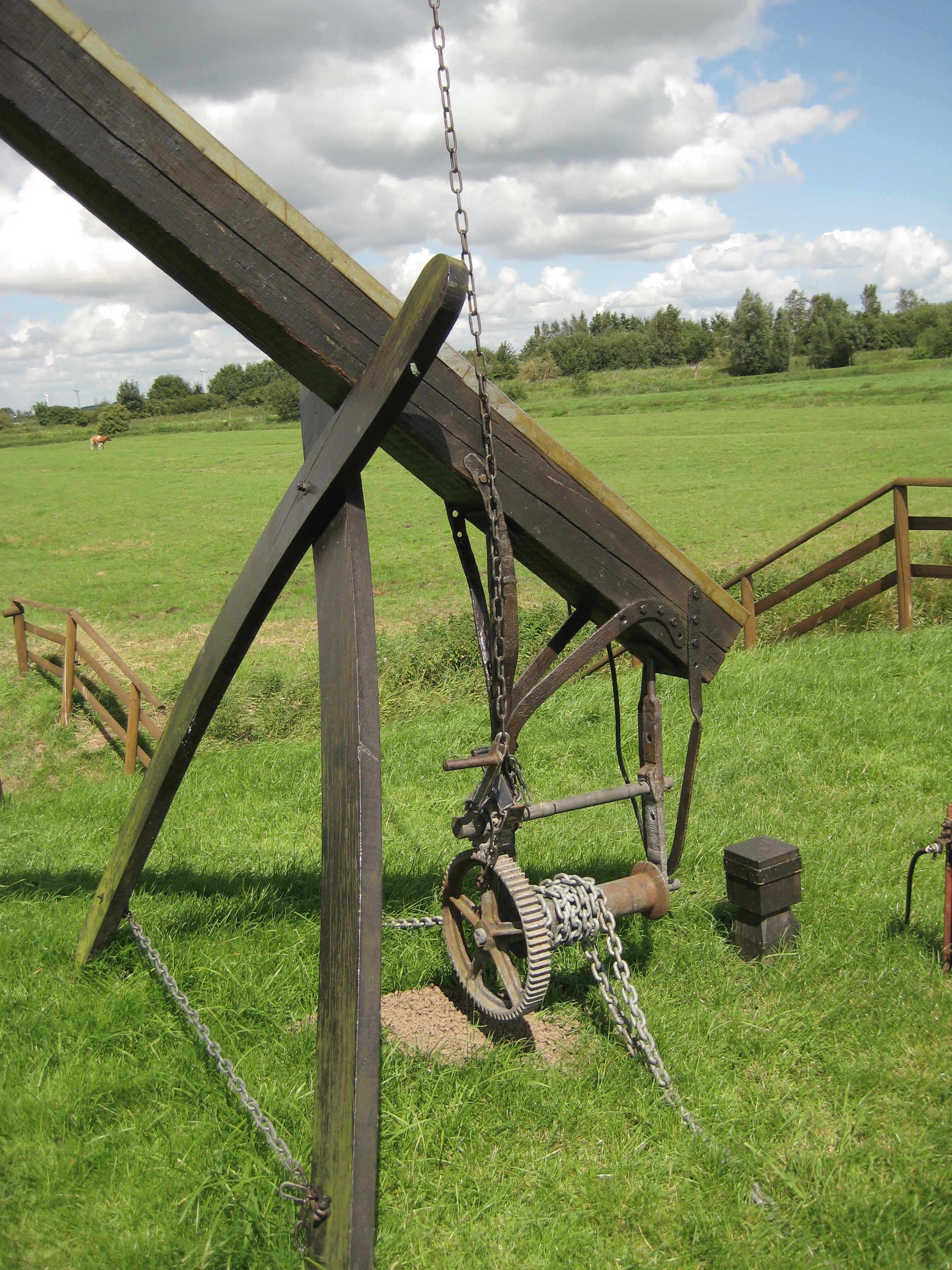
Das untere Ende des Steerts mit der Haspel der Schöpfmühle Honigfleth
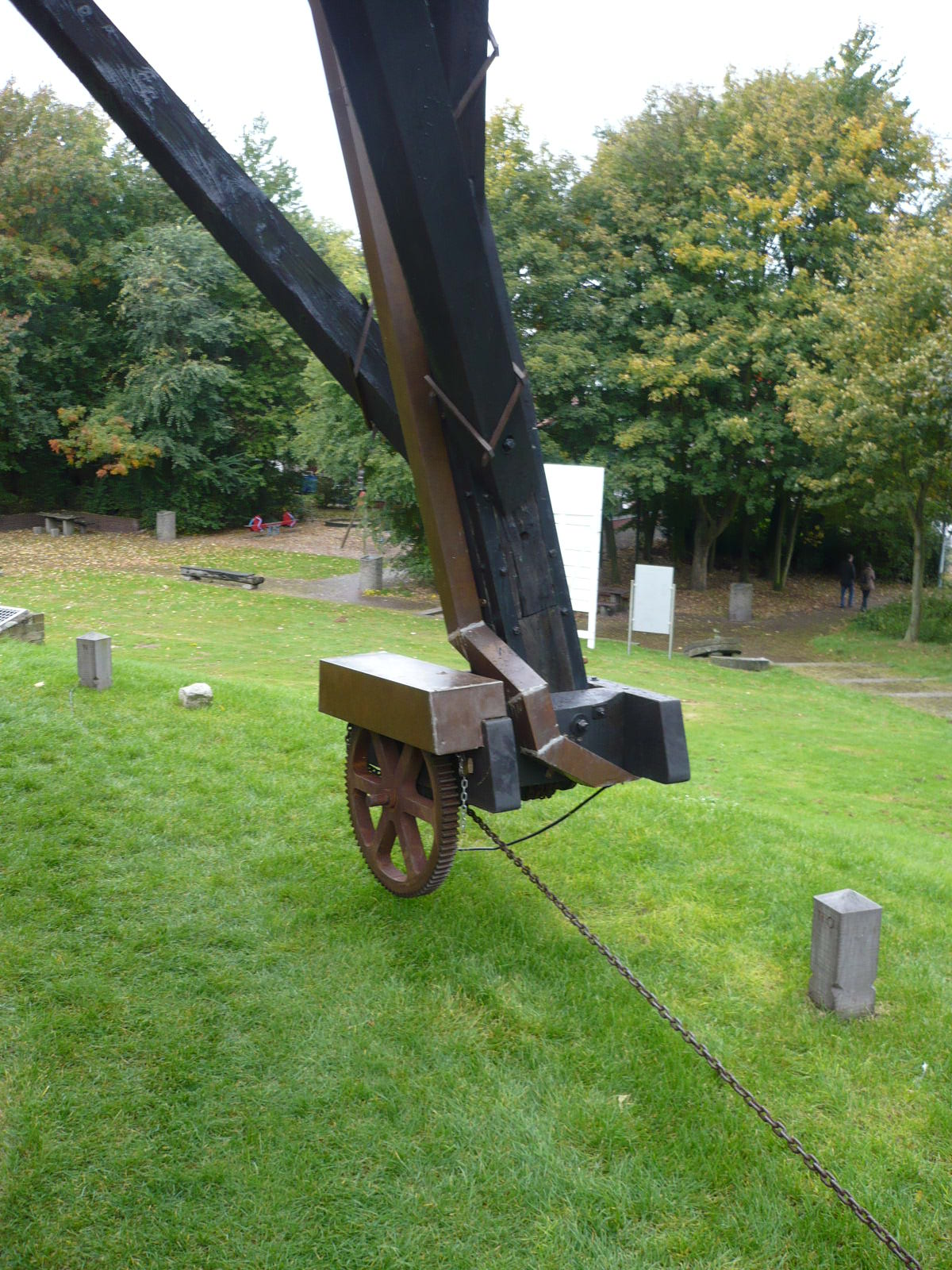
Krühwerk (Haspel) am Ende des Steerts, Geismühle bei Krefeld